# Новий рік в Україні
Нови́й рік — державне свято України. Відзначається 1 січня кожного року, святкується у ніч з 31 грудня (Щедрий вечір) на 1 січня.

## Історія

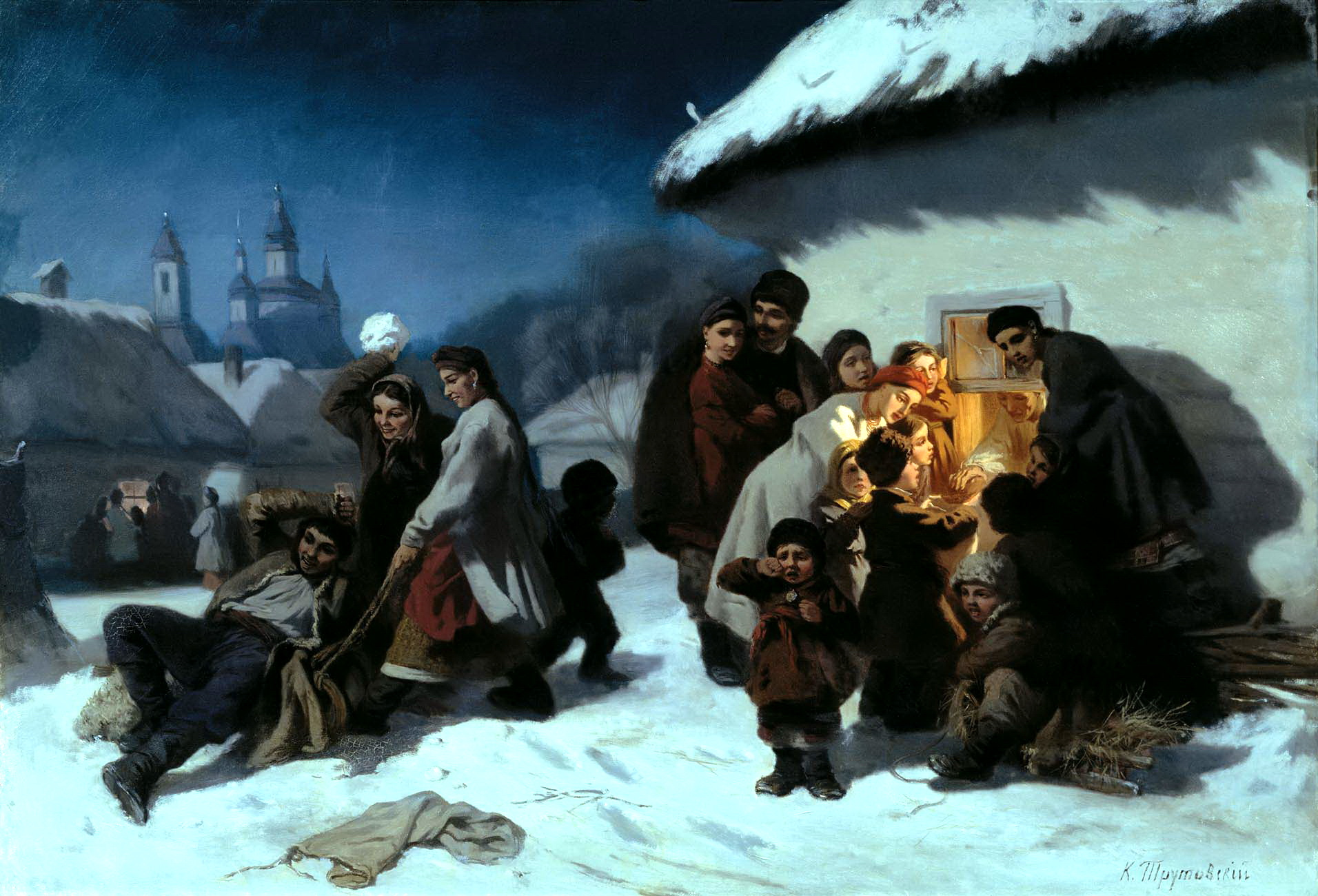
Колядки в Україні, середина XIX століття

Новий рік у слов'ян, як і в інших індоєвропейських народів, починався в березні, це свято було тісно пов'язане з підготовкою до весняних польових робіт. Початок Нового року в давній Русі асоціювали з початком весняного відродження природи. Найімовірніше, Новий рік святкували з появою нового Місяця в перші весняні дні, найближчі до весняного рівнодення. При цьому рік міг мати як 12, так і 13 місяців. Свято отримало назву «Нове літо».
З насильницьким впровадженням християнства у давній Русі запровадили Юліанський календар, а святкування Нового року встановили на 1 березня, що, за переказами, відповідало даті створення світу. На українських землях використовували календар, що мав 13 місяців, які збігалися з місячними фазами, а його рік починався 1 березня. Згодом Новий рік перенесли на 1 вересня відповідно до ухвали Візантійської церкви, а літочислення вели від Створення світу.

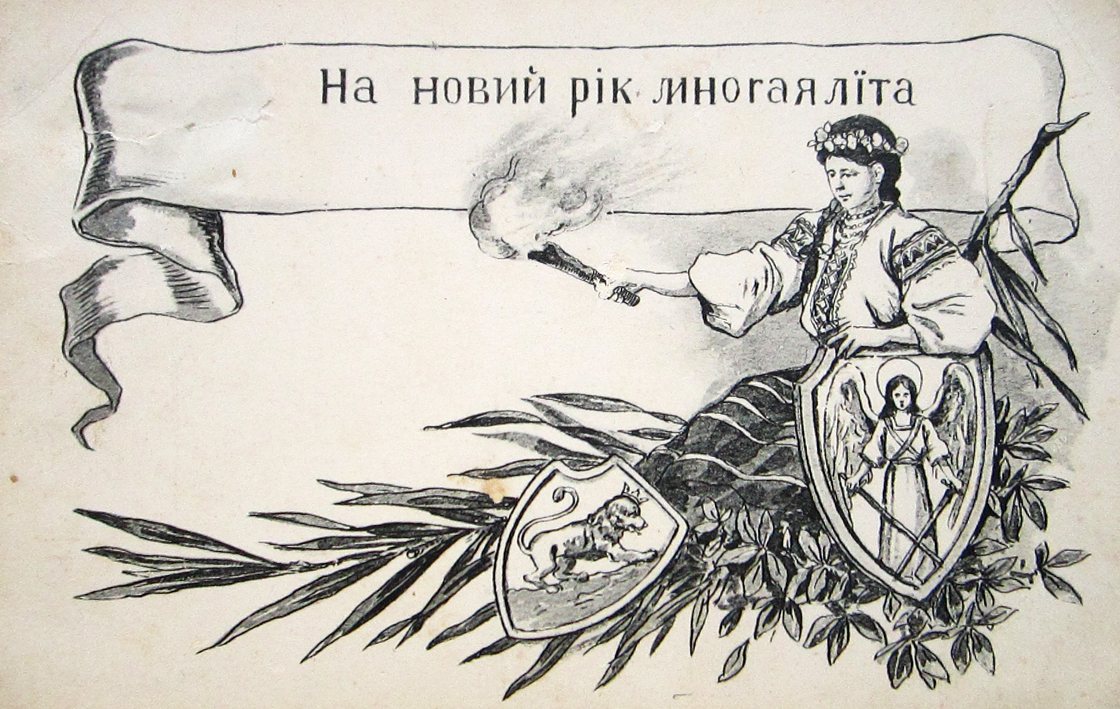
«На новий рік многая лїта» Українська поштівка. 1906 рік

На українських землях, що входили до складу Великого князівства Литовського, а пізніше — Речі Посполитої, з 1362 року початок Нового року встановлено на 1 січня і літочислення вели від Різдва Христового. На цю систему можна натрапити в українських літописах того часу.
У складі Російської імперії 1 січня як дату святкування Нового року було встановлено імператором Петром I.
У цей час діти ходили з дому в дім, носили з собою велику солом'яну ляльку Коляду, вітали господарів, а також співали своєрідні передноворічні пісні — щедрівки чи колядки. У відповідь господарі вручали дітям, що співають, а також гостям подарунки — випечені з тіста фігурки тварин і птахів. У цей період історії України найголовнішим святом усіх українців залишалося Різдво.

## Радянська доба
У 1930—1947 роках Новий Рік в Радянському Союзі, як і в Українській РСР, не був включений до списку офіційних свят. Проте, з поширенням світських поглядів, Новий Рік відтіснив Різдво Христове як головне державне свято українців усіх релігійних та нерелігійних світоглядів, а головними символами Нового року став Дід Мороз та Снігуронька замість Святого Миколая. Більшість сучасних новорічних традицій України утвердились саме у період радянської окупації України.

## Сучасність

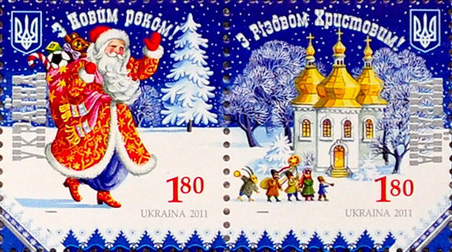
З Новим роком! Українська поштова марка. 2011

Українці святкують Новий рік у ніч з 31 грудня на 1 січня, з радянських часів у багатьох оселях саме до Нового року вбирають ялинку (штучну або живу), накривають святковий стіл і збираються разом із родичами та друзями коло столу. Святкова вечеря зазвичай складається з кількох страв, серед яких часто (традиція з радянських часів) є салат олів'є, мандарини, традиційний напій — ігристе вино. З віддаленням від радянських часів святковий стіл стає різноманітнішим, зокрема, популярними новорічними стравами стали стейки, м'ясо по-французьки, вегетаріанські замінники м'яса, запечені індичка чи качка, свиняча вирізка, грецький салат тощо.
У 2020 році через пандемію COVID-19 та карантинні обмеження не було масових святкувань.

## Традиції
Перед святкуванням нового року обов'язково встановлюють новорічну ялинку і прикрашають квартири та будинки. Точних термінів коли сами треба встановлювати ялинку не існує. Хтось робить це за декілька днів до святкування, а інші напередодні дня святого Миколая на початку грудня. Ялинку прикрашають іграшками та гірляндами. Для того, щоб ваш наступний рік був щасливим, слід прикрашати ялинку іграшками кольорів символу року за китайським календарем.

## Значимість
За даними останніх соцопитувань за 2021 рік Новий рік вважають значним святом 37 % українців. Проте значимість традицій святкування Нового року мають своєрідне забарвлення пов'язане з географічною концентрацією. Так, у переважно областях півдня та сходу України Новий рік вважають найголовнішим святом країни: схід 54 % і південь 46 %. Водночас на заході й центрі України більшість опитаних віддають перевагу Різдву (загалом 73 % в усій Україні). Новий рік, який раніше ділив перші місця з Різдвом та Великоднем, наразі займає п'яте місце з показником 52%.
Згідно з даними дослідження, проведеного Київським міжнародним інститутом соціології (КМІС) у лютому 2024 року, 47 % українців святкує Новий рік як найпопулярніше свято, поки Різдво Христове — 70 % і Великдень — 68 %.